# Bega (Australia)
Bega è una cittadina del Nuovo Galles del Sud in Australia. Situata a una dozzina di chilometri dalla costa nella parte meridionale dello stato federato, Bega conta, al censimento del 2016, 4 668 abitanti.